# St. Marien (Neuenkirchen)

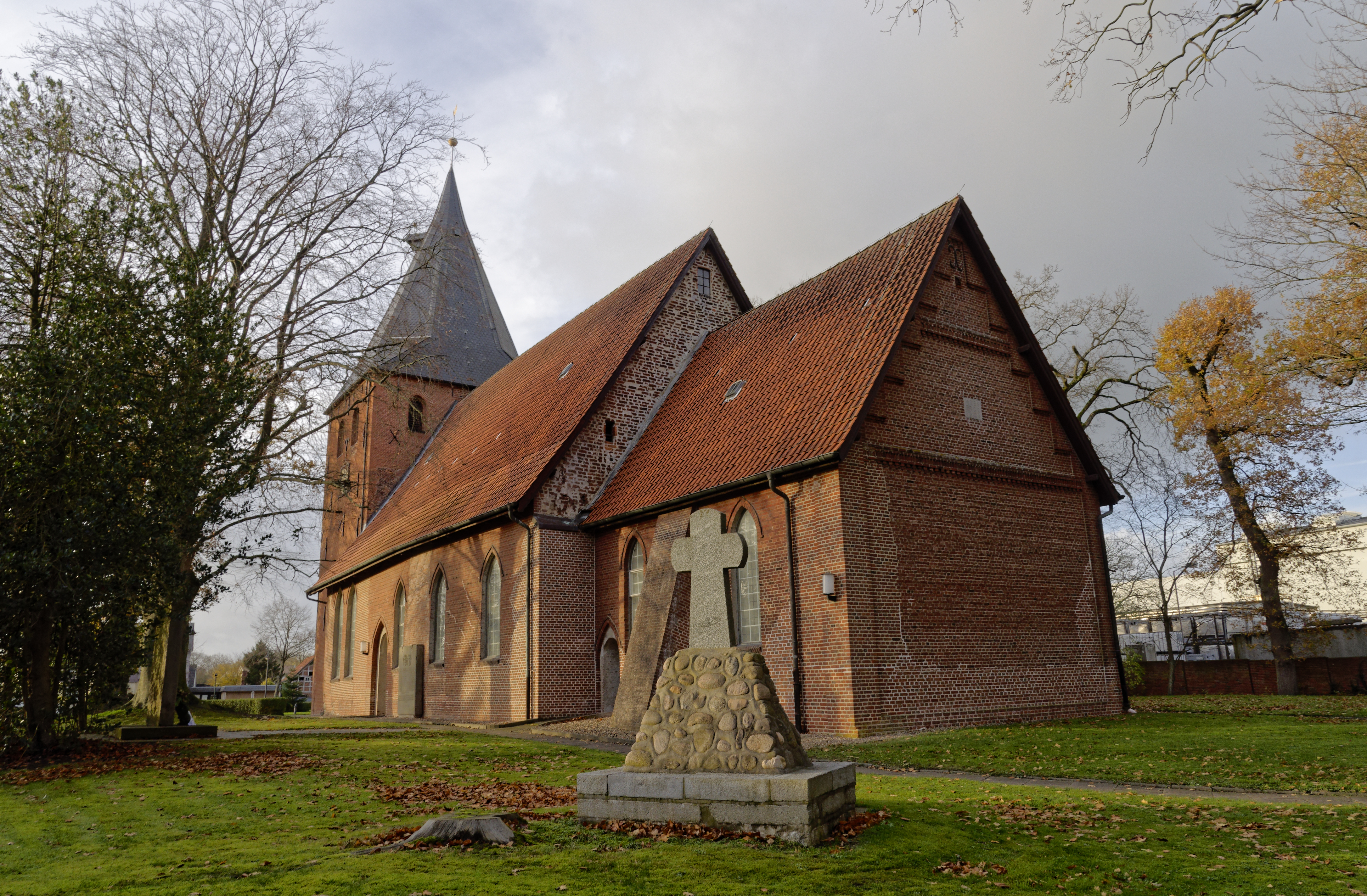
Kirche von Südosten

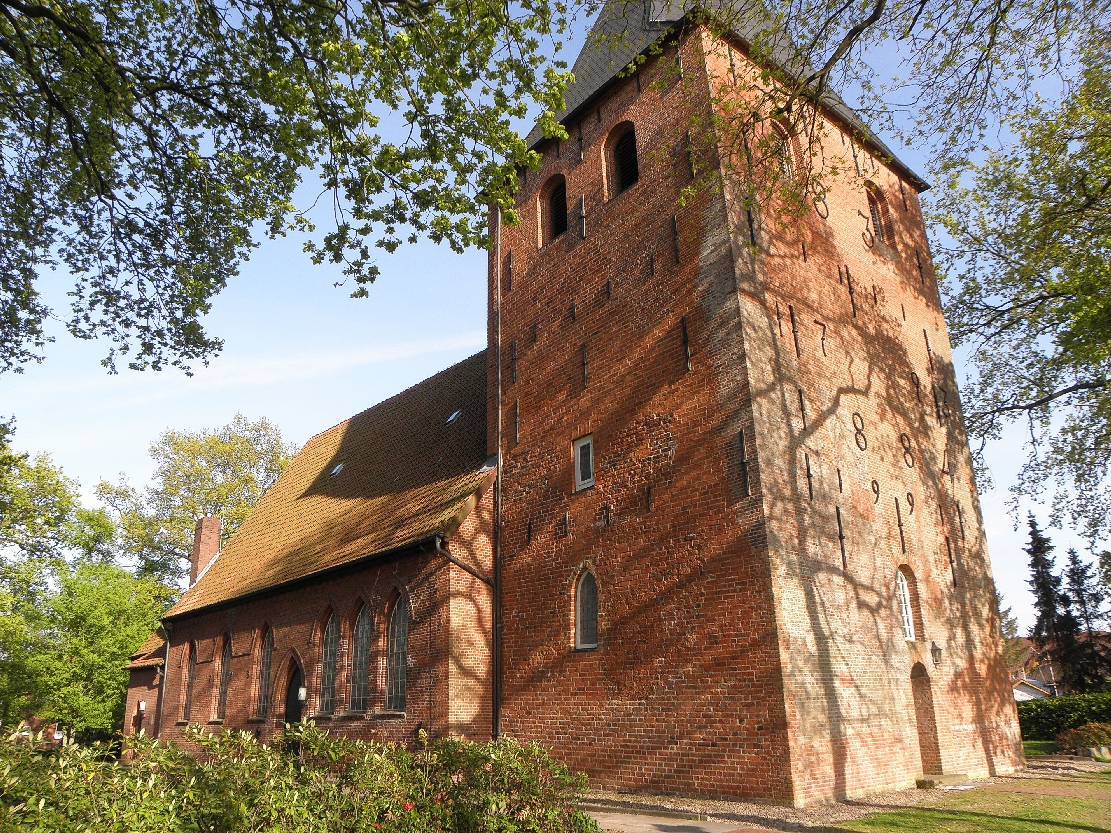
Kirche von Nordwesten

Die evangelische St.-Marien-Kirche in Neuenkirchen im Land Hadeln stammt vermutlich aus dem 14. Jahrhundert und der Chor vermutlich vom 16. Jahrhundert.
Das Gebäude steht unter Denkmalschutz.

## Geschichte

### Bauwerk
Die frühgotische Backsteinkirche besteht aus
- dem rechteckigen Saalbau als Kirchenschiff aus dem 14. Jahrhundert; 18,70 m lang, 9,60 m breit und 5,90 m hoch, ornamentale Bemalung der Balken von 1618, 1902 originalgetreu nach Mustern neu bemalt
- dem eingezogenen rechteckigen spätgotischen Chor mit geradem Abschluss vom Beginn des 16. Jahrhunderts, 8,50 × 6,20 m und 4,70 m hoch;

Zwischen Schiff und Chor ist ein stumpfer Spitzbogen

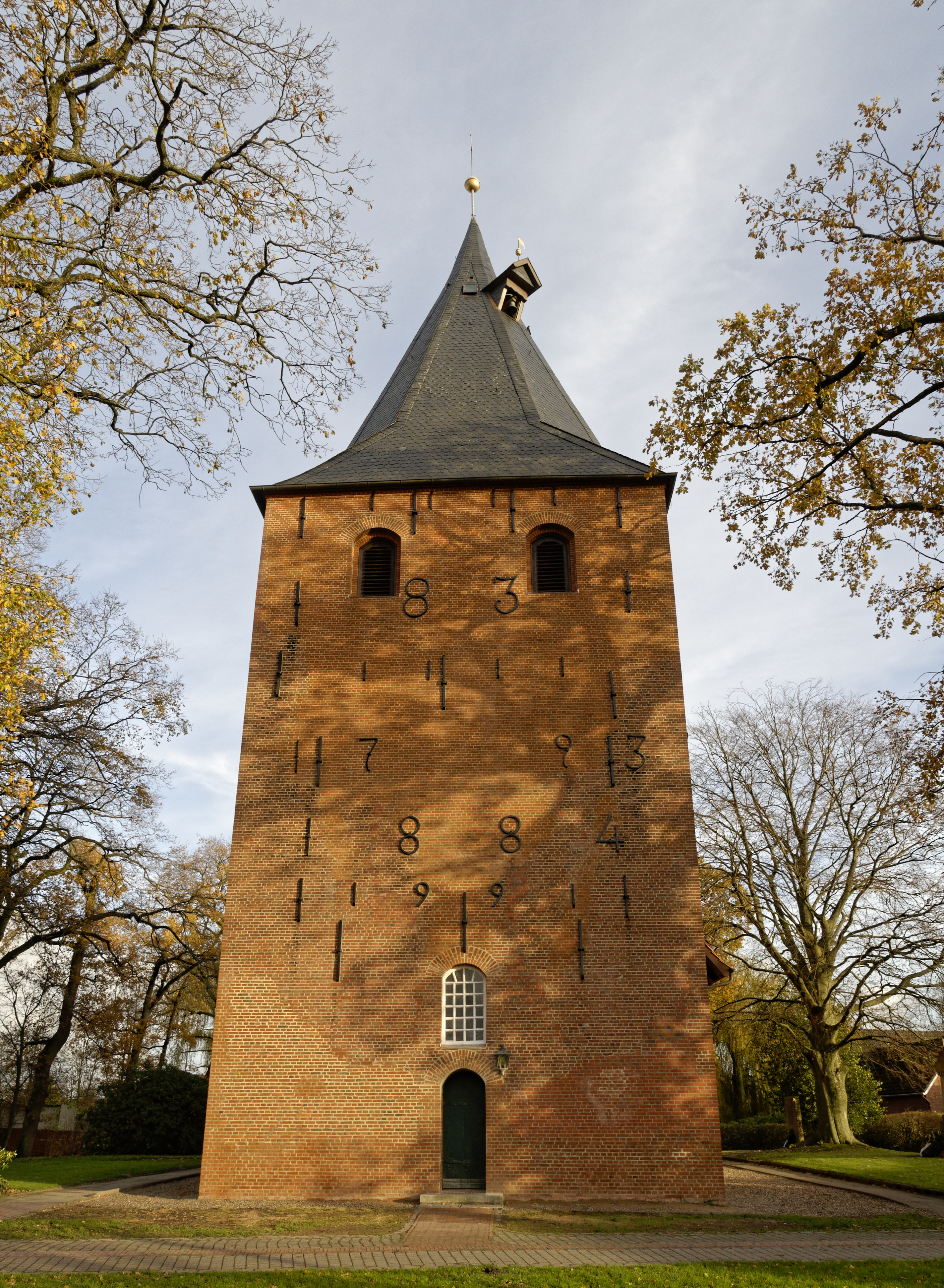
Turm

- dem massiven Westturm mit achteckigem spitzen Turmhelm, der 35 m hoch ist mit Wanddicken von 1,10 m; das Untergeschoss war ursprünglich gewölbt und ab 1689 waren hier Arrestzellen; zuletzt 1990/92 restauriert, mit
  - Zwei Glocken: Große Glocke von 1741 mit einem Durchmesser von 1,36 m, der kleinen Glocke von 1475 von Hermen (Hermann) Klinghe mit einem Durchmesser von 0,54 m, eine dritte Glocke von 1670 musste im Ersten Weltkrieg abgeliefert werden.
  - Turmuhr von 1896  auf dem Zwischenboden mit mechanischem Uhrwerk der Firma J. F. Weule (Bockenem), inzwischen elektrisch betrieben
  - Wetterhahn auf einer Kugel von um 1870

Das gesamte Bauwerk wurde 1901 mit Backsteinen neu verblendet. An der Ostgiebelwand des Schiffs ist noch originales Mauerwerk sichtbar.
Vor der Kirche steht das Denkmal für Hinrich Wilhelm Kopf (SPD, erster Ministerpräsident von Niedersachsen) vom Bildhauer Frijo Müller-Belecke.

### Innen, Ausstattung
- Hölzerne Kreuzigungsgruppe vom 16. Jahrhundert, zunächst nördlich des Chorbogens aufgestellt, seit 1967 über dem Altar an der Ostwand des Chores; 1902 farbige Fassung der lebensgroßen Figuren, 1987 restauriert
- Kanzel von 1620 mit originalem Schalldeckel
- Gemauerter Altar von 1967, er ersetzte einen Holzaltar, dessen Altarbild seit 1994/95 an der Südseite des Chores hängt
- Taufbecken aus Bronze aus der ersten Hälfte des 14. Jh. auf drei gleichen Tragefiguren, Kesselwand mit 18 Reliefs von überschneidenden Passionsszenen
- Der behauene Stein neben dem Taufkessel wurde in der Nähe der Kirche gefunden. Bei ihm handelt es sich eventuell um eine Piscina, mit der Taufwasser aus der Kirche nach außen geleitet wurde
- Altarleuchten von 1630
- Schöner gotischer Kelch von 1514
- Gemeindegestühl, einige noch von 1598, an den Wangen geschnitzte Rosetten
- Zwei reichverzierte Türen, eine von 1725
- Drei gut erhaltene Epitaphien mit Reliefs vom 17. Jh.
- Mehrere Gemälde aus dem 17. Jh.
- Decke mit Bauernwappen von 1618, die Namen sind spiegelbildlich zu lesen
- Westempore von 1662; zwischen den Säulen 14 bemalte Brüstungselemente mit den Evangelisten und den Aposteln. Mehrere Inschriften an der Wand beziehen sich auf die Orgel

### Orgel
Kleine Barock-Orgel von 1660/61 (nach Dehio 1665) vom Orgelbauer Christoph Donat (Leipzig). Die inzwischen sehr bekannte Donatorgel gelangte 1662 auf dem Wasserwege nach Neuenkirchen.
Sie verfügt über 18 Register auf zwei Manualen und Pedal. 1738 veränderte Dietrich Christoph Gloger die Disposition und 1835 schuf Johann Georg Wilhelm Wilhelmy (Stade) den heutigen Prospekt.

Die letzte Restaurierung fand 2012 von Rowan West (Ahrweiler) statt. Die Windversorgung erfolgt durch einen Keilbalg.

## Kirchengemeinde
Die ev.-luth. Kirchengemeinde Neuenkirchen / St. Marien bestand 2021 aus ca. 950 Gemeindegliedern. Sie gehört zum ev.-luth. Kirchenkreis Cuxhaven-Hadeln. Zuständig ist das Pfarramt in Otterndorf, Himmelreich 2. Das Kirchenbüro ist in Neuenkirchen, An der alten Medem 1.

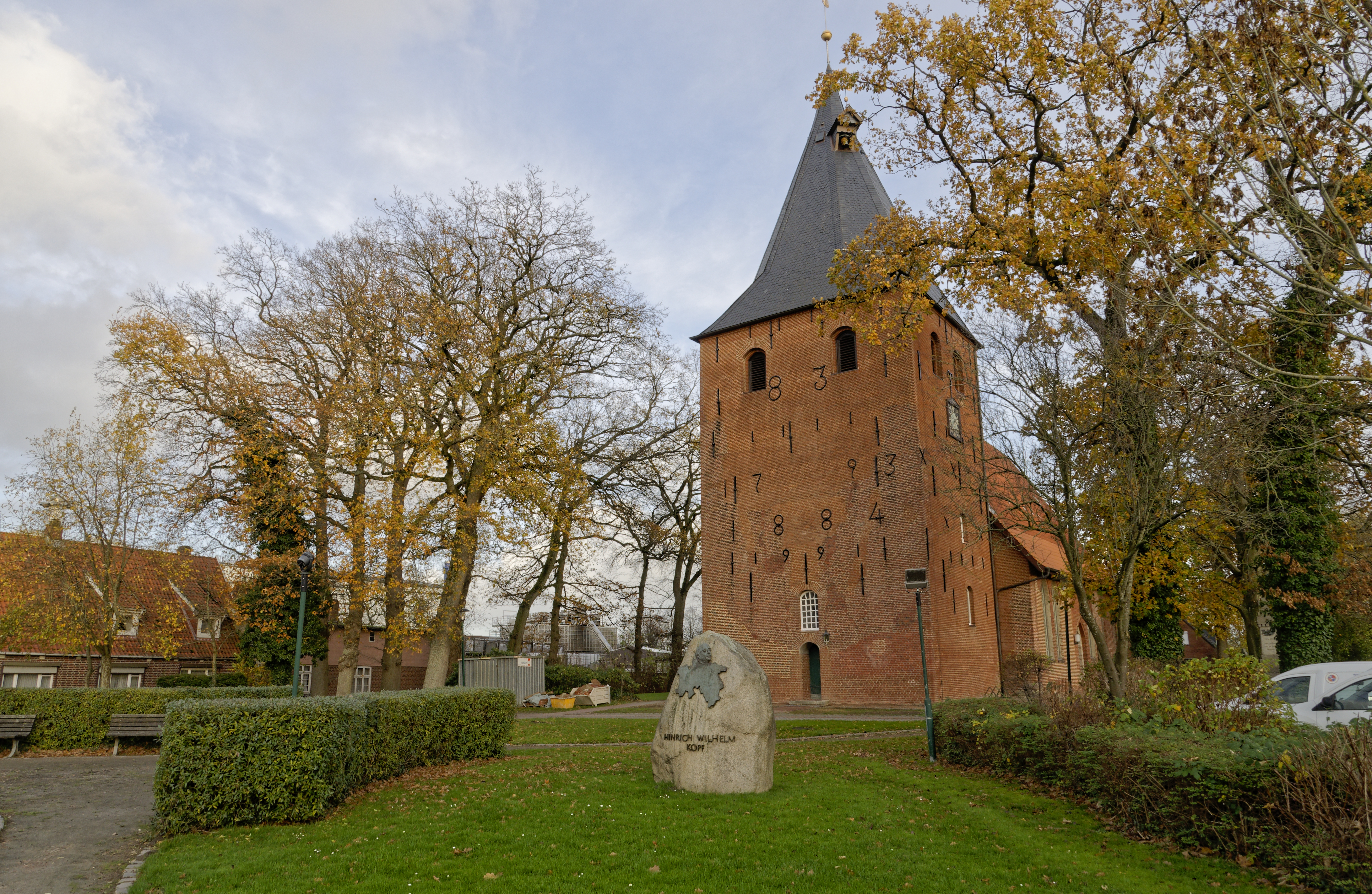
Kirche, Steininschrift: Hinrich Wilhelm Kopf
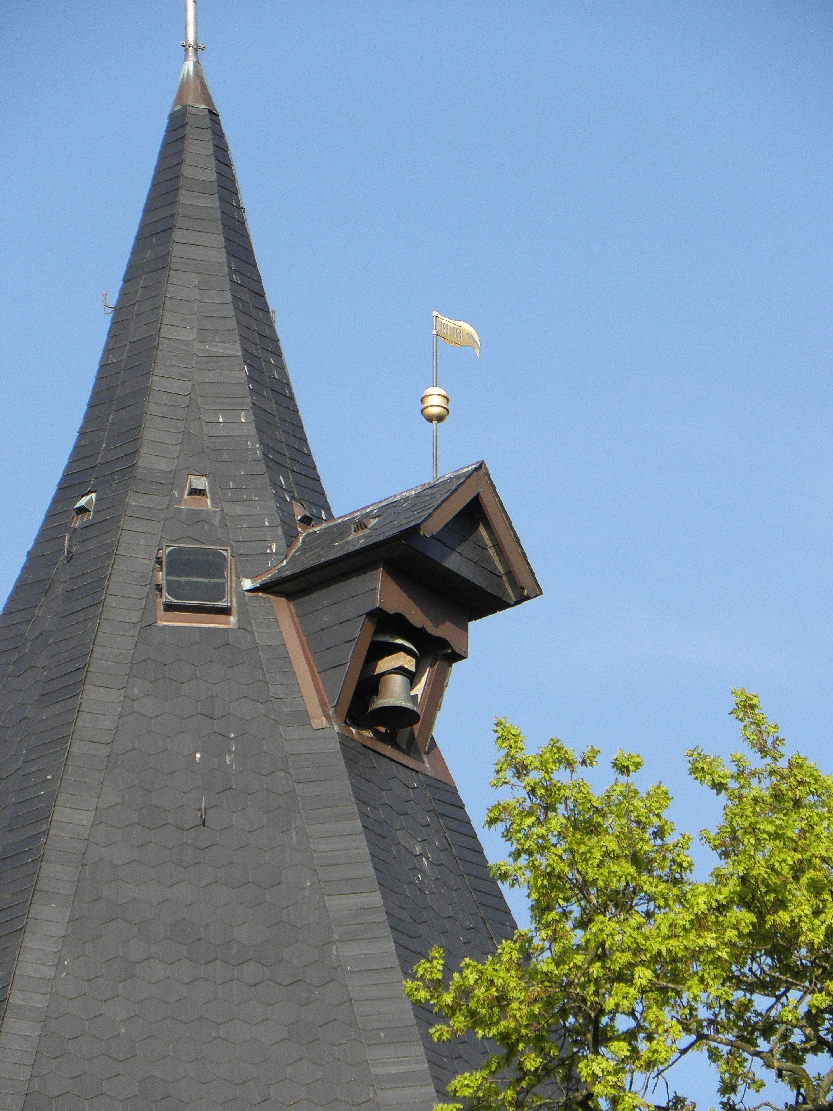
Turmhelm und Glockenhaus
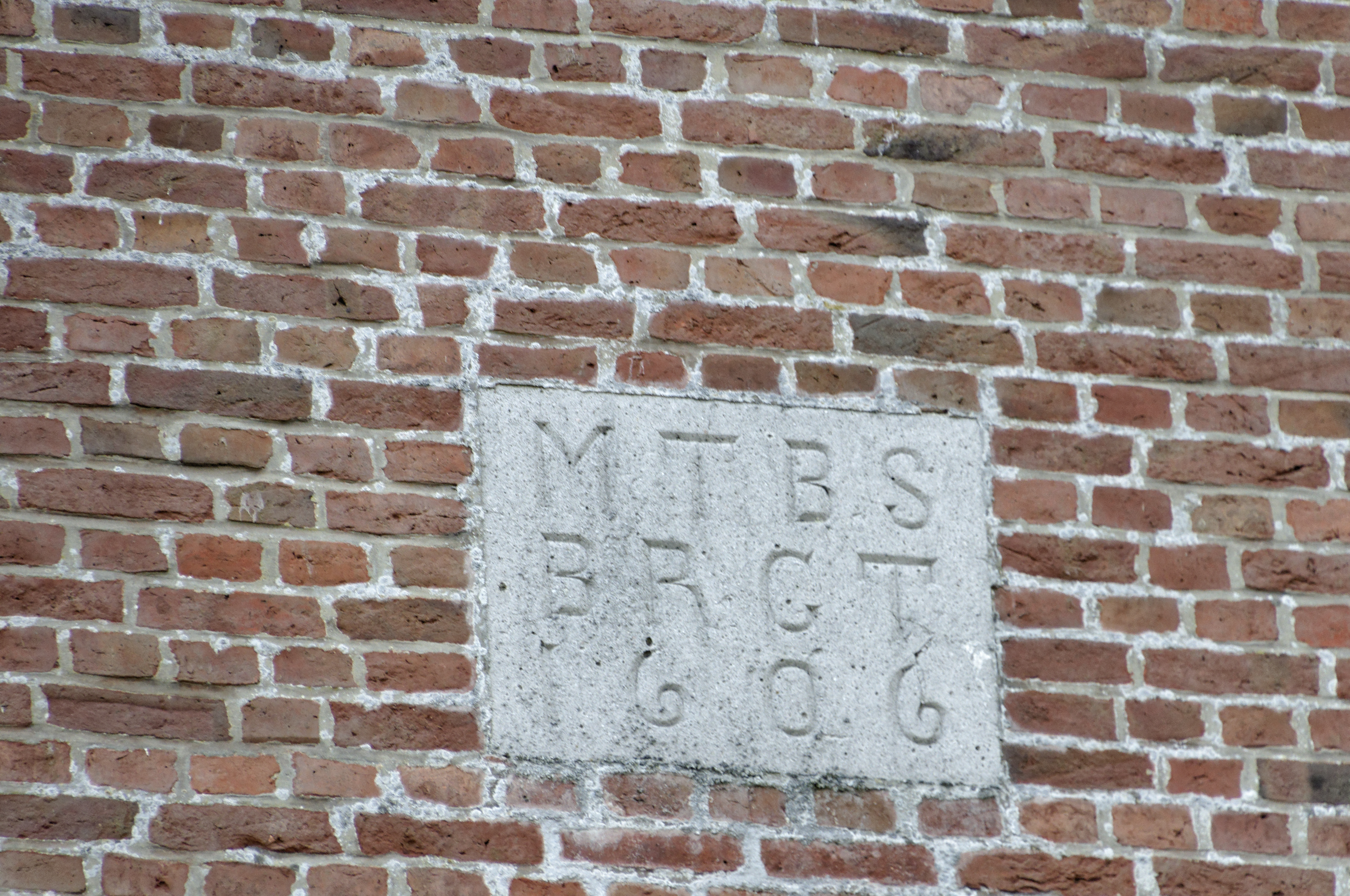
Tafelinschrift 1606
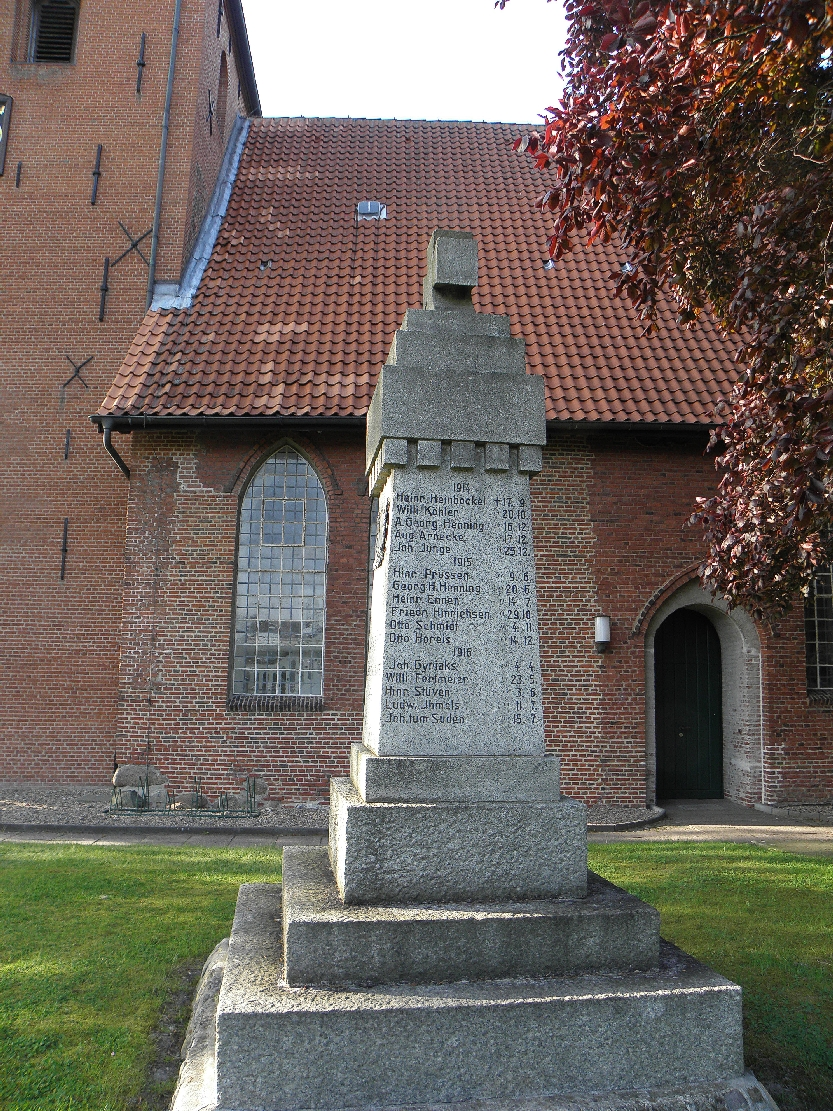
Gefallenendenkmal vor Kirche